# Ska z Česka
Ska z Česka je název prvního studiového alba skupiny Tleskač. Bylo vydáno v březnu 2004 a obsahuje 14 songů.

## Seznam písní
1. Z Hofmanek na Belveder - 03:59
2. Báťa - 02:34
3. Hrozný hroznýš z Hrozenkova - 02:32
4. Jamajská polka - 04:04
5. Rudegast - 03:36
6. Třináctý znamení - 02:48
7. Pokoj v suterénu - 04:06
8. Loupežnická - 04:03
9. Amigo Pablo a seňorita Chicquita - 03:03
10. Příběh Jana Tleskače - 02:41
11. V té naší zahrádce - 03:58
12. Klasy - 02:38
13. Indián ska - 04:07
14. Zelená je tráva - 03:29